# Fængsel
Fængsel kan både betyde frihedsberøvelse og være en betegnelse for den institution, hvor frihedsberøvelsen skal finde sted.
I middelalderen var frihedsberøvelse sjælden, men straffen blev mere almindelig fra 1600-tallet. De indsatte fanger bidrog til statshusholdningen med gratis arbejdskraft.
Fængsel er én af de to almindelige strafformer i dansk ret. Fængsel kan idømmes i op til 16 år eller på livstid, men for langt de flestes vedkommende er straffene betydeligt kortere. Der findes i Danmark både betinget fængselsstraf, hvor man slipper for at opholde sig i et fængsel – på betingelse af at der i strafperioden ikke begås nye lovovertrædelser – og ubetinget fængselsstraf der skal afsones ved ophold i et fængsel.
Fængsler kan være både åbne og lukkede, afhængigt af den strenghed, hvormed frihedsberøvelsen håndhæves. Hertil kommer også lokale arresthuse i en række provinsbyer.
Danmarks mest sikrede fængsel til dato er Statsfængslet Østjylland, som blev taget i brug i 2006.

## Kendte fængsler
- Alcatraz, San Francisco, USA
- Bang Kwang, Bangkok, Thailand også ironiskt kaldt Bangkok Hilton
- Bastillen, Paris, Frankrig
- Djævleøen, Frankrig
- Lubjanka, Moskva, Rusland
- Regina Coeli, Rom, Italien
- Renbæk, Skærbæk, Danmark
- San Quentin, USA
- Sing Sing, New York, USA
- Spandau, Berlin, Tyskland
- Tower of London, London, England